# Hexathele taumara
Hexathele taumara là một loài nhện trong họ Hexathelidae. Loài này phân bố ở Nieuw-Zeeland.